# Секс-туризм

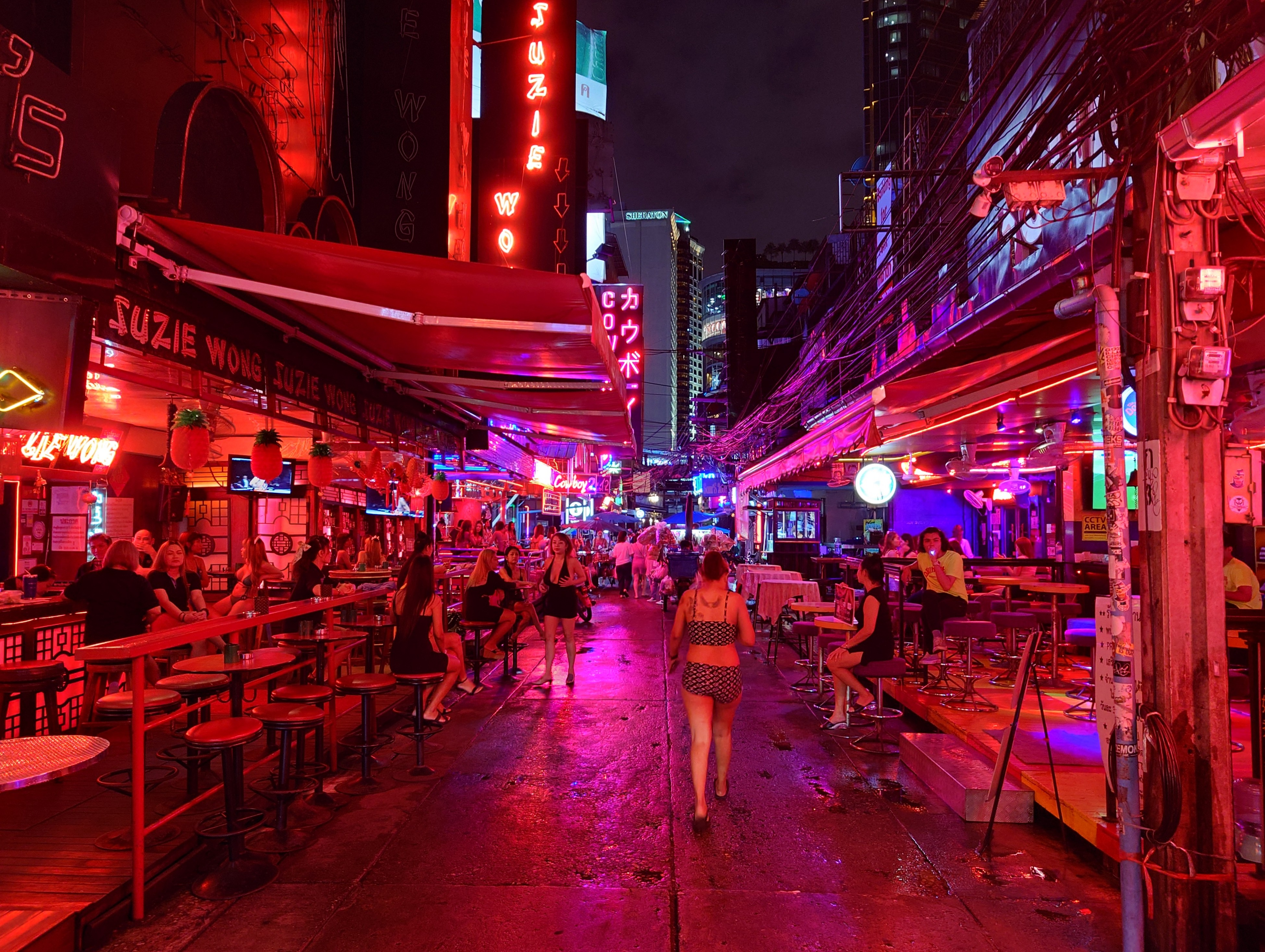
«Квартал красных фонарей» в Бангкоке

Се́кс-тури́зм — туристические поездки с целью установления коммерческих сексуальных отношений с местными жителями страны визита.
Всемирная туристская организация, учреждение ООН, определяет секс-туризм как «путешествия, организованные внутри туристского сектора либо вне его, но с использованием его структур и сетей, основной целью которых является осуществление коммерческих сексуальных отношений между туристом и жителями в месте назначения».
Явление секс-туризма порождает различные социальные проблемы. Например, отдельные страны или города приобретают репутацию популярного места назначения для секс-туризма. 
Среди причин секс-туризма можно выделить: более низкие цены в стране назначения, более простой доступ к услугам проституток (например, в некоторых странах проституция легализована), межрасовый секс, доступ к экзотическим формам сексуальной активности, доступ к детской проституции.

## Общая информация
Обычно на людей, путешествующих с целью получения секс-услуг от совершеннолетних проституток, распространяется законодательство о проституции принимающей страны. В случаях, когда сексуальная активность связана с детской проституцией, принуждением к занятию проституцией, или торговлей людьми с целью сексуальной эксплуатации, она является незаконной и могут применяться законы как принимающей страны, так и страны, гражданином которой является путешествующий.
Секс-туризм может быть внутренним (путешествия в рамках одной страны) или международным (путешествия с пересечением государственных границ).
Секс-туризм является крупной индустрией с объёмами в миллиарды долларов, в который напрямую вовлечены, по некоторым оценкам, более миллиона человек. Напрямую в индустрии заняты как мужчины, так и женщины. Косвенное участие принимают сервисные индустрии: авиакомпании, такси, рестораны, отели, модельные агентства. Чаще всего секс-туризм связан с женской проституцией. Часто работники секс-индустрии страдают от бедности, маргинализации, насилия, болезней, а также сексуальных злоупотреблений и наркомании.
Большинство секс-туристов — мужчины. Среди предпочитаемых ими стран: Камбоджа, Бразилия, Коста-Рика, Доминиканская Республика, Нидерланды (в частности, Амстердам), Кения, Филиппины, Колумбия, Таиланд, Куба, Индонезия (в частности, Бали), Украина.
Менее распространён секс-туризм среди путешественников-женщин. С этой целью они чаще посещают: Бразилию, Южную Европу (Португалия, Греция, Хорватия, Испания), Турцию, Карибские острова (Ямайка, Барбадос, Доминиканская Республика), некоторые страны Африки (Тунис, Гамбия, Кения). Реже посещают такие страны, как Сальвадор, Мексика, Перу, Фиджи.

## Секс-туризм и эксплуатация детей
Сексуальная эксплуатация детей для удовлетворения запросов туристов широко распространена в развивающихся странах. В качестве «туристов» чаще выступают состоятельные граждане Европы, Северной Америки, Японии, Австралии и Новой Зеландии. При этом из Западной Европы с такими целями чаще путешествуют в Восточную, тогда как из Америки — в Мексику. Специальный докладчик Генеральной Ассамблеи ООН по вопросу о торговле детьми, детской проституции и детской порнографии Нажат Мааллы-М’жид в своем докладе 2012 года оценивала, что ежегодно сексуальной эксплуатации подвергаются около двух миллионов детей.
По оценкам, в Таиланде до 10% людей, оказывающих услуги проституции, являются несовершеннолетними. В Индии федеральные власти оценивают, что в проституцию может быть вовлечено 1,2 миллиона детей. В Бразилии эксплуатируют от 0,3 до 2 миллионов детей.

## Документальные фильмы
Канадские кинопроизводители проявили интерес к данной тематике:
- Falang: Behind Bangkok’s Smile by Jordan Clark (2005) (this title (англ.) на сайте Internet Movie Database), снят в Таиланде
- CBC series the Lens episode «Selling Sex in Heaven» (2005) (this title (англ.) на сайте Internet Movie Database), снят на Филиппинах.
- Channel 4 Cutting Edge episode «The Child Sex Trade» (2003),  снят в Румынии и Италии